# Erich Windt
Erich Windt (* 4. November 1912 in Halle (Saale); † 19. November 1941 in Wyssokinitschi bei Serpuchow) war ein deutscher Schriftkünstler und Grafiker.

## Leben

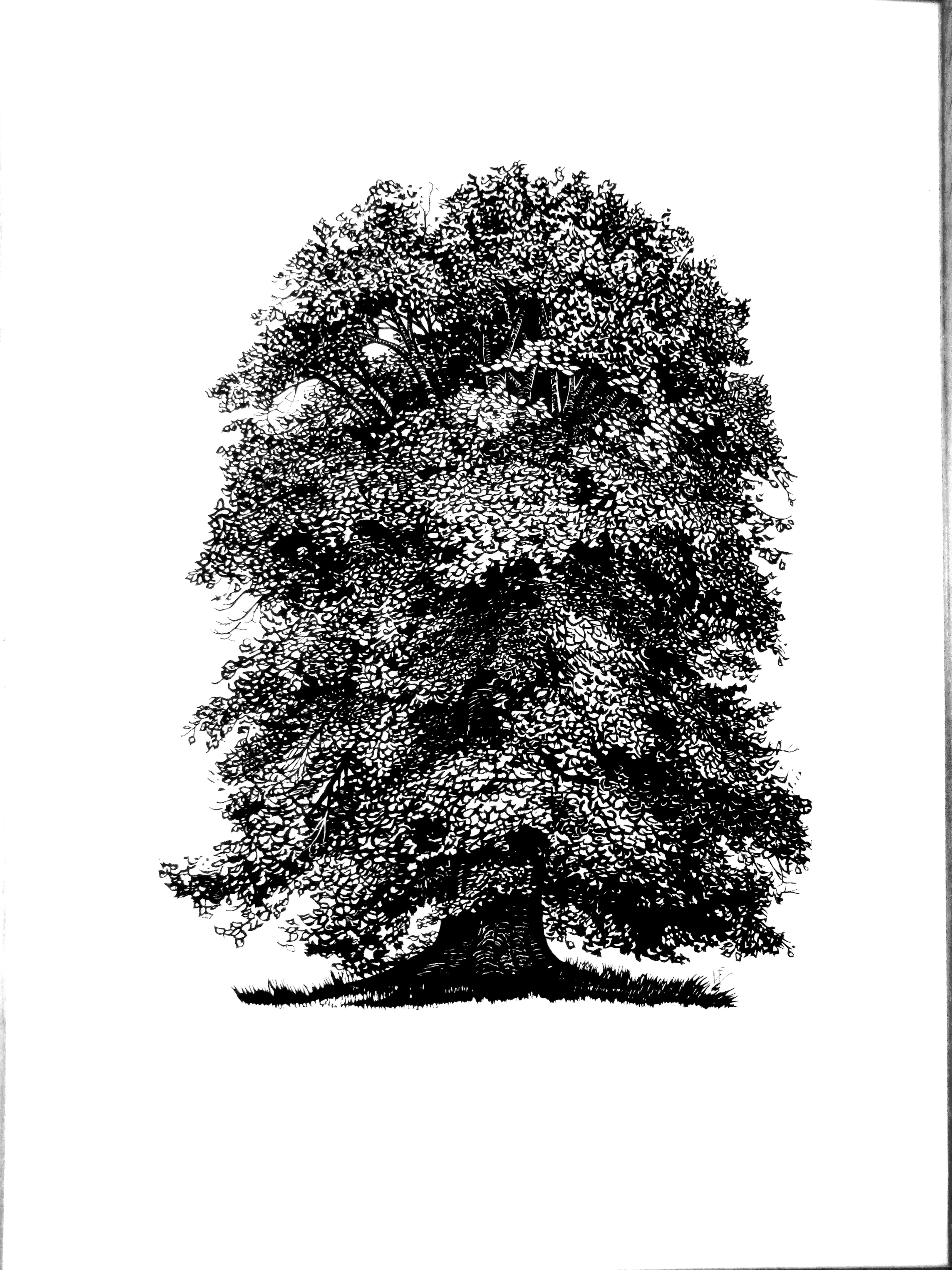
Graphik von Erich Windt

Er arbeitete zunächst als Technischer Zeichner im Elektrizitätswerk Halle (Saale) und besuchte die Abendkurse an der Staatlich-städtische Kunstgewerbeschule Burg Giebichenstein (heute: Burg Giebichenstein Kunsthochschule Halle). Ab Herbst 1932 war er dort Meisterschüler von Herbert Post in der Druckerwerkstatt. 1939 wurde er zur Wehrmacht eingezogen und fiel bereits im zweiten Kriegsjahr.